# Хост, Эдди
Эдди Хост (нидерл. Eddy Hoost), или Эдмунд Александр Хост (нидерл. Edmund Alexander Hoost; 21 октября 1934, Парамарибо, Колония Суринам — 8 декабря 1982, Парамарибо, Суринам) — суринамский адвокат и политический деятель. Занимал пост министра юстиции и полиции Суринама с 1973 по 1977 год и пост министра обороны Суринама с 1975 по 1977 год. Жертва Декабрьских убийств.

## Биография
Эдмунд Александр Хост родился в Парамарибо 21 октября 1934 года. Обучался в Суринамской юридической школе у Хуго Поса. Некоторое время работал преподавателем.
Хост был одним из первых, кто стал говорить о едином суринамском народе, отказываясь делить его на составляющие этносы — креолов, индийцев, яванцев и прочие. Он присоединился к националистическому культурному движению и увлёкся поэзией. Стал одним из основателей в 1970 году федерации профсоюзов Центр-47 (С-47) и активным членом Национальной республиканской партии (P.N.R.). В 1973 году Хост получил портфель министра юстиции и полиции в первом кабинета Хенка Аррона и занимал этот пост до 1977 года. Принимал активное участие в переговорах с правительством Нидерландов, итогом которых стало провозглашение независимости Суринама в 1975 году. В ноябре того же года Хост стал первым министром юстиции, полиции и обороны нового государства. Он входил в состав первой делегации Республики Суринам при Организации Объединенных Наций. Ему также принадлежит идея флага страны.
После выборов 1977 года, оставил политическую карьеру и вернулся к юридической практике, вскоре став известным адвокатом со специализацией в области уголовного права. Всегда боролся за справедливость. Отсутствие денег у клиента не мешало ему отстаивать интересы подзащитного в суде. Иногда с ним расплачивались фруктами и овощами. В университете Хост читал лекции по политологии.
Хост публично выражал несогласие с режимом, который установился в стране после военного переворота в 1980 году. 11 марта 1982 года путчистов попытались свергнуть Сурендре Рамбокус, Йивансингх Сеомбар и Уилфред Хокер. Когда их попытка провалилась, военный режим решил устроить над ними показательный процесс. Хост согласился представлять интересы Рамбокуса и Сеомбара в суде; Хокер был убит при задержании. В результате действий адвокатов подсудимых приговорили к 12 годам лишения свободы и каторжным работам. Во время процесса защитники неоднократно говорили о нелегитимности власти путчистов.
Утром 8 декабря 1982 года военные схватили Хоста и заключили в тюрьму в Форт-Зеландия, где жестоко пытали и убили в тот же день. Фредди Дерби остался единственным выжившим из шестнадцати человек, привезённых в тот день в тюрьму. По официальной версии все они были арестованы за то, что готовили переворот, а заключённые ранее подзащитные Хоста были якобы застрелены при попытке к бегству. По показаниям единственного выжившего свидетеля все пятнадцать граждан были убиты путчистами Баутерсом, Бхагвандасом и Хорбом. Тело Хоста было выдано его вдове и сыну и похоронено на кладбище Мариусрест в Парамарибо.